# Колпаков, Григорий Григорьевич
Григо́рий Григо́рьевич Колпако́в (? — 31 октября 1920) — советский военачальник, активный участник гражданской войны. Двоюродный брат Б. М. Думенко.

## Биография
Родился в станице Великокняжеской Сальского округа Области Войска Донского (ныне город Пролетарск Ростовской области) в семье иногороднего, управляющего конным заводом.
Участник Первой мировой войны. В Гражданскую войну — один из организаторов краснопартизанских отрядов на Дону, командовал 39-й стрелковой дивизией. Затем в 1-й Конной армии, командир 2-й кавалерийской бригады 11-й кавалерийской дивизии. Участвовал в разгроме Деникина и Советско-польской войне.

Комбриг Григорий Колпаков — высокий, худой и чуть сутулый, как всегда в серой папахе. С ней он не расставался ни зимой, ни летом. Постоянно видя впереди себя папаху комбрига, бойцы смело шли в самый жаркий бой.
— С. М. Будённый
Погиб на врангелевском фронте в атаке под Агайманом в районе хуторов Морозов и Поздняков. В селе Отрада особая кавалерийская группа красных под командованием Колпакова совместно с 1-й Конной армией Будённого должна была замкнуть окружение вокруг Дроздовской дивизией Русской армии, отходящей на Перекоп. Группа успешно выполнила манёвр, зайдя в село Отрада с юга (Будённый нажимал с севера), и Дроздовская дивизия оказалась в критическом положении. Однако во время контратаки дроздовцев под командованием генерала А. В. Туркула группа попала под шквальный пулемётный огонь и затем разгромлена и отброшена из Отрады штыковой контратакой. Г. Г. Колпаков был во главе группы и погиб — дроздовцы нашли его тело, изрешечённое пулемётной очередью, трофеями белогвардейцев стали революционные награды Колпакова и документы из его планшета. В этом же бою погибли начдив Ф. М. Морозов и комиссар дивизии П. В. Бахтуров. В командование дивизией вступил В. В. Коробков.

Минутой молчания мы почтили память героически погибших начдива и комиссара, комбрига Г. Колпакова. Мне тяжело было говорить о них, как о погибших, и я очень волновался.
— С. М. Будённый

## Семья
Младший брат — Марк Григорьевич Колпаков, начальник разведки Конно-Сводного корпуса, был расстрелян по ложному обвинению 11 мая 1920 года.
Двоюродный брат — Борис Мокеевич Думенко, командир Конно-Сводного корпуса, был расстрелян по ложному обвинению вместе с М. Г. Колпаковым и рядом других руководящих работников штаба корпуса.

## Память
Именем Колпакова назван переулок в Пролетарске.